# تاتیانا بیلبائو
تاتیانا بیلبائو اسپامر (انگلیسی: Tatiana Bilbao؛ زادهٔ ۱۹۷۲ (۵۲–۵۳ سال)) معمار اهل مکزیک است. او در آثارش اغلب هندسه را با طبیعت ادغام می‌کند. فعالیت او بر طراحی پایدار و مسکن اجتماعی متمرکز است. تاتیانا بیلبائو ESTUDIO را در سال ۲۰۰۴ تأسیس کرد و پروژه‌هایی را در چین، فرانسه، ایالات متحده، مکزیک، گواتمالا و غیره تکمیل کرد. پروژه‌های شامل باغ گیاه‌شناسی کولیاکان، سینالوآ، سالن نمایشگاه یک پارک واقع در جین هوا، چین و نمونه اولیه مسکن اجتماعی پایدار به مساحت ۶۲ متر مربع با هزینه ۱۲۰ هزار پزو مکزیکی، که در دوسالانه معماری شیکاگو در سال ۲۰۱۵ ارائه شد، و در ابتدا در چیاپاس، مکزیک نمایش داده شد.
آثار بیلبائو با برلینر کونستپریس در سال ۲۰۱۲، در لیگ معماری ۲۰۱۰ صدای نوظهور، جایزه جهانی معماری پایدار توسط بنیاد LOCUS در سال ۲۰۱۴، و جایزه آثار ۲۰۱۷ و مدال طلای سیگما دلتا و جایزه مارکوس ۲۰۱۹ دریافت کرد.

## زندگی
تاتیانا بیلبائو در مکزیکو سیتی در خانواده ای معمار به دنیا آمد. پدربزرگ او توماس بیلبائو، معمار و سیاستمدار اصلی باسک بود که از اسپانیا گریخت و در سال در مکزیک اقامت گزید.
او معماری را در دانشگاه ایبرامریکایی شروع کرد و در آنجا مدرک لیسانس معماری و شهرسازی خود را در سال ۱۹۹۶ دریافت کرد در سال ۱۹۹۸، بیلبائو لوح تقدیر را برای بهترین پایان‌نامه معماری سال را دریافت کرد. بیلبائو در پایان‌نامه خود بر «یک خانه فقط یک خانه نیست» بر طراحی پایدار و مسکن اجتماعی تمرکز کرد. او گفت: «نمی‌توانیم فراموش کنیم که مسکن یک حق بشر است. خانه‌ها فقط برای فروش نیستند. خانه‌ها برای مردم است و ما باید اول به فکر آنها باشیم.»
کار بیلبائو تحت تأثیر علاقه سیاسی او به مکزیکوسیتی بود. در سال ۱۹۸۵ دولت پس از یک زلزله بزرگ با نیاز شدید به مسکن مواجه شد. این امر باعث شد که دولت با ساخت بیش از ۲٫۵ میلیون خانه در طول شش سال، به تولید انبوه مسکن بپردازد.
بنابراین بیلبائو با معماران و بانک فدرال که وام‌های هنگفت مسکن اعطا می‌کند، ملاقات کرد تا بازسازی مراکز شهرهای جدید و ایجاد محیط‌های شهری را آغاز کند. با نفوذ بیشتر بیلبائو، پیکربندی‌های مختلف خانه‌ها با ارزش فروش مجدد بالا طراحی شدند. بیلبائو سپس شروع به طراحی مسکن برای طبقه پایین کرد که منجر به تمرکز او بر مسکن اجتماعی شد.
در سال‌های ۱۹۹۸–۱۹۹۹، بیلبائو به عنوان مشاور پروژه‌های شهری در بخش مسکن و توسعه شهری مکزیکوسیتی کار کرد. در آن زمان، او همچنین به عنوان مشاور وزیر توسعه شهری و مسکن دولت منطقه فدرال که یک آژانس دولتی بود که بر توسعه شهری و مسکن در مکزیکوسیتی نظارت دارد، کار می‌کرد. بیلبائو LCM را در سال ۱۹۹۹ تأسیس کرد که هندسه‌های ناشناخته را بررسی می‌کند و فضاهای بی‌سابقه ای را ایجاد می‌کند.
در سال ۲۰۰۴، بیلبائو MX را تأسیس کرد. MX یک مرکز تحقیقات شهری است که در تولید فضا، اشغال، دفاع و کنترل آن در مکزیکوسیتی فعالیت می‌کند. همچنین در سال ۲۰۰۴، او تاتیانا بیلبائو استودیو را برای کار بر روی پروژه‌هایی در چین، اروپا و مکزیک تأسیس کرد. اولین پروژه ساخته شده توسط استودیوی او غرفه نمایشگاهی در پارک معماری جین هوا بود که توسط هنرمند چینی آی وی‌وی رهبری و هماهنگ شد و گروهی از معماران جوان از سراسر جهان را برای طراحی و توسعه یک پارک بزرگ با شبکه ای از غرفه‌ها در ساحل رودخانه Yiwu، نزدیک به شانگهای  انتخاب کرد. غرفه نمایشگاهی پارک معماری جین هوا یکی از معروف‌ترین آثار بیلبائو است. این غرفه تعبیه شده که در سال ۲۰۰۷ تکمیل شد، دارای سطوح بسیار و مسدودسازی استراتژیک است.
کارهای متنوع او شامل باغ گیاه‌شناسی در کولیاکان، یک طرح جامع و کلیسای کوچک برای یک مسیر زیارتی در Jalisco، یک مرکز بیوتکنولوژی برای یک مؤسسه فناوری، یک نمونه اولیه مسکن پایدار است. بیلبائو برای حل مشکل مسکن اجتماعی مکزیک روی ایجاد مسکن ارزان قیمت کار کرده‌است. تاکنون، بیلبائو ۳۲ خانه برای این برنامه ساخته‌است که به افراد کم درآمد کمک می‌کند تا خانه خود را بپردازند.